# Mattia Ugoni
Mattia Ugoni foi um prelado católico romano que foi bispo de Famagusta (1504–1529).

## Biografia
No dia 1 de julho de 1504, Mattia Ugoni foi nomeado Bispo de Famagusta durante o papado de Júlio II. Ele renunciou em 1529.

## Sucessão episcopal
Enquanto bispo, foi o principal co-consagrador de Gianfrancesco Ugoni, bispo de Famagusta (1530), e Pietro Lippomano, bispo de Bérgamo (1530).